# Aller de l'avant
Le parti Aller de l'avant (en thaï : พรรคก้าวไกล ; RTGS : Phak Kao Klai ; en anglais : Move Forward Party) est un parti politique social-libéral thaïlandais, appliquant une stratégie électorale de « parti attrape-tout » cherchant à mobiliser un large éventail idéologique mêlant du marxisme, de la social-démocratie, du néolibéralisme et jusqu’au libéral-conservatisme.
Il est fondé le 1er mai 2014 sous le nom du Développement uni de la Nation thaïe (en thaï : พรรคร่วมพัฒนาชาติไทย ; RTGS : Phak Ruam Pattana Chart Thai), puis change son nom en 2019 pour le parti Phueng Luang (en thaï : พรรคผึ้งหลวง). Après les élections législatives thaïlandaises de 2019, il revient sous son nom initial avant d'être rebaptisé Aller de l'avant en janvier 2020 pour devenir officiellement le successeur du Parti du Nouvel avenir (en thaï : พรรคอนาคตใหม่ ; RTGS : Prak Anakhot Mai), dissout par la Cour constitutionnelle de Thaïlande en 2020 pour fraude aux règles de financement des campagnes électorales.
Remportant le plus grand nombre de sièges aux élections législatives de 2023, le parti ne parvient cependant pas à faire élire son candidat, Pita Limjaroenrat, au poste de Premier ministre. La Constitution de 2017 prévoyant la participation des 250 sénateurs nommés par la junte au vote pour la désignation du Premier ministre au même titre que les 500 membres élus de la chambre basse. Malgré les voix des alliés du Pheu Thai, Pita Limjaroenrat ne parvient pas à réunir la majorité absolue l'Assemblée nationale (congrès du Sénat et de la Chambre des représentants). Celle-ci vote finalement pour Srettha Thavisin, membre du Pheu Thai qui, à la suite de l'échec de la coalition avec Aller de l'avant, s'est tourné vers une coalition de partis qui avaient soutenu la junte militaire après le coup d'État de 2014.  
Le 7 août 2024, sur demande d'examen de la Commission électorale, la Cour constitutionnelle dissous le parti, et ses membres du comité exécutif sont bannis de la vie politique pendant 10 ans,,.
143 des députés restants du parti à la Chambre des représentants rejoignent, en réponse, une nouvelle formation politique, le Parti du peuple, avec Natthaphong Ruangpanyawut à sa tête. 

## Historique
Aux élections législatives thaïlandaises de 2019, le Parti du Nouvel avenir (de facto le prédécesseur d'Aller de l'avant) remporte 87 sièges et plus de 6 millions de suffrages exprimés. En février 2020, la cour constitutionnelle de Thaïlande dissout le parti pour violation des lois sur les financements des partis politiques.
En réponse à cette décision, 55 députés sur 65 élus en 2019 du groupe du Parti du Nouvel avenir prennent la décision de rejoindre le parti Aller de l'avant, ce qui a ainsi entraîné le changement du nom du parti initial ainsi que son logo.
Une partie de ses jeunes militants sont issus du mouvement de protestation de 2020-2021.
Il arrive en tête des élections législatives thaïlandaises de 2023 avec 38 % des voix (14 millions de voix) et 151 des 500 sièges de députés. Toutefois, le système mis en place par la dictature militaire l’empêche d’accéder au gouvernement,.
Fin 2023, une pétition de la Commission électorale pour la Cour constitutionnelle accuse le parti d'une tentative de renversement de la monarchie constitutionnelle avec sa proposition de campagne électorale visant à modifier l'article 112 du code pénal thaïlandais. Si Pita Limjaroenrat et Chaithawat Tulathon comparaissent devant la Cour pour un contre-interrogatoire fin décembre 2023, la décision de la Cour est ensuite de nombreuses fois repoussée. Elle tombe finalement le 7 août 2024 : le parti est dissous et 10 de ses membres, principalement ses dirigeants, sont bannis de la vie politique et interdits de se présenter à une élection pour 10 ans,.

## Programme
Le parti à la prétention de mettre fin au cycle des nombreux coups d’État militaires que la Thaïlande a connu depuis le coup d’État du 24 juin 1932 qui mit fin au régime d’absolutisme royal. Se fondant notamment sur un clivage générationnel dans un pays à la démographie vieillissante, le Nouvel Avenir promeut ce qu’il considère comme une façon nouvelle de faire de la politique, prétendument en opposition à une politique marquée par le soupçon de corruption, d’achats de voix et de clientélisme.
Le parti voudrait réduire l’influence politique et économique de l'armée, en proposant notamment de réduire son budget et d'abolir la conscription. Il est par ailleurs l’un des seuls partis évoquant ouvertement une réforme des lois relatives à la royauté, et particulièrement le crime de lèse-majesté(Le parti du Nouvel Avenir et ses leaders Thanathorn Juangroongruangkit et Piyabutr Saengkanokkul avaient été pour leur part contre toute réforme de l’article 112.).
Il ne propose toutefois que peu de changements dans les domaines économique et social, sinon une profonde réforme du système éducatif et une réforme libérale du système de protection sociale.
Il soutient la légalisation du mariage entre personnes du même sexe.
Le parti Aller de l'avant s’est positionné lors des élections générales de 2023 contre la légalisation du cannabis à usage récréatif. Il s’est aligné sur la proposition du parti Pheu Thai qui souhaite relancer la guerre à la drogue qui avait fait rage sous le gouvernement de Thaksin Shinawatra et dont les exécutions extra-judiciaires monteraient à un bilan de plus de 2 800 trafiquants de drogue supposés, dont des innocents victimes de vendettas personnelles. Cette politique de terreur gouvernementale a été considérée par certains comme pouvant relever du crime contre l’humanité.

## Historique des dirigeants

### Chefs

#### Développement uni de la Nation thaïe
- Sakchai Phromtho (1er mai 2014 – 15 décembre 2017)
- Sarawut Singhaklangphon (par intérim, 15 décembre 2017 – 9 novembre 2018)
- Tanaphon Phonyeam (9 novembre 2018 – 19 janvier 2019, 7 décembre 2019 – 19 janvier 2020)

#### Phueng Luang
- Kongphob Wangsunthorn (19 janvier – 7 décembre 2019)

#### Aller de l'avant
- Rachen Tiyawatcharapong (19 janvier – 18 février 2020)
- Pimai Ratthawongsa (par intérim, 18 février – 14 mars 2020)
- Pita Limjaroenrat (14 mars 2020 – 23 septembre 2023)
- Chaitawat Tulathon (23 septembre 2023 – 7 août 2024)

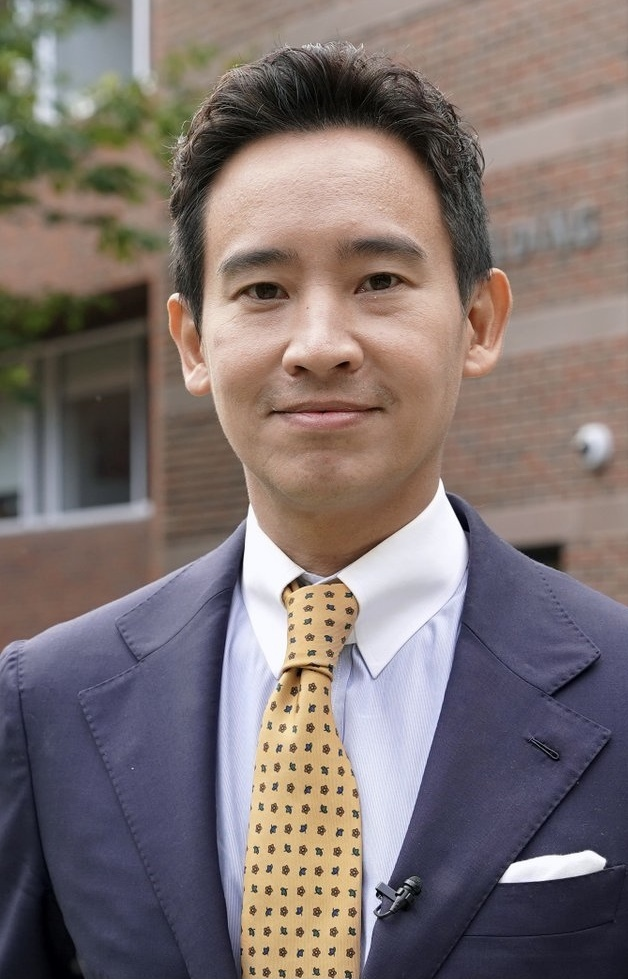
Pita Limjaroenrat (2020–2023)
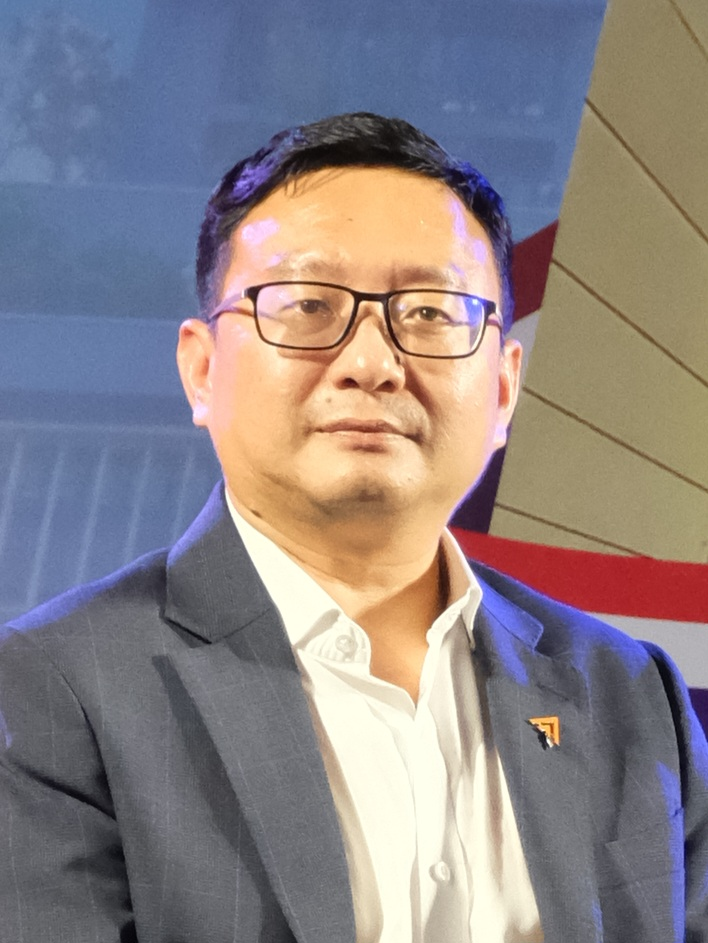
Chaitawat Tulathon (2023–2024)

## Résultats électoraux

### Élections législatives
| Année | Tête de liste         | Voix      | Voix       | %     | %     | Rang                | Rang                | Sièges              | Statut              |            |
| Année | Tête de liste         | SM        | SP         | SM    | SP    | SM                  | SP                  | Sièges              | Statut              |            |
| ----- | --------------------- | --------- | ---------- | ----- | ----- | ------------------- | ------------------- | ------------------- | ------------------- | ---------- |
| 2019  | Kongphob Wangsunthorn | 12 576    | 12 576     | 0,03  | 0,03  | Extra-parlementaire | Extra-parlementaire | Extra-parlementaire | Extra-parlementaire |            |
| 2023  | Pita Limjaroenrat     | 9 535 709 | 14 233 895 | 24,27 | 38,01 | 1er                 | 1er                 | 151 / 500           | Opposition          | Opposition |

### Élections locales

#### Gouverneur de Bangkok
| Année | Candidat              | Voix    | %    | Rang | Statut |
| ----- | --------------------- | ------- | ---- | ---- | ------ |
| 2022a | Wiroj Lakkhanaadisorn | 253 938 | 9,49 | 3e   | Battu  |

#### Conseil métropolitain de Bangkok
| Année | Voix    | %     | Sièges  | Statut                                            |
| ----- | ------- | ----- | ------- | ------------------------------------------------- |
| 2022a | 274 970 | 11,84 | 14 / 50 | Majorité relative (majorité absolue en coalition) |